# الهجرة (سنحان)

تعديل مصدري - تعديل

الهجرة هي إحدى قرى عزلة الربع الشرقي بمديرية سنحان وبني بهلول التابعة لمحافظة صنعاء، بلغ تعداد سكانها 830 نسمة حسب تعداد اليمن لعام 2004.